# P. R. Sreejesh
Parattu Raveendran Sreejesh (Pallikkara, 8 de maio de 1988) é um jogador de hóquei sobre a grama indiano.

## Carreira
Sreejesh nasceu em na vila de Kizhakkambalam, no distrito de Ernakulam de Kerala, filho de P. V. Raveendran e Usha, numa família de agricultores. Quando criança, ele treinou como velocista, antes de passar para o salto em distância e o vôlei. Aos 12 anos, ele ingressou na Escola de Esportes GV Raja em Thiruvananthapuram e se dedicou exclusivamente ao hóquei. Ele integrou a Seleção Indiana de Hóquei sobre a grama masculino nos Jogos Olímpicos de Verão de 2020 em Tóquio, quando conquistou a medalha de bronze após derrotar a equipe alemã por 5–4. Nos Jogos Olímpicos de Verão de 2024, em Paris, conquistou a medalha de bronze no torneio masculino do hóquei sobre a grama, após vencer confronto contra a equipe espanhola por 2–1.